# Gertrud Feiertag
Gertrud Feiertag (* 4. Juli 1890 in Berlin; † im Spätsommer 1943 im KZ Auschwitz verschollen) war eine deutsche Reformpädagogin und Gründerin des Jüdischen Kinder- und Landschulheims Caputh.

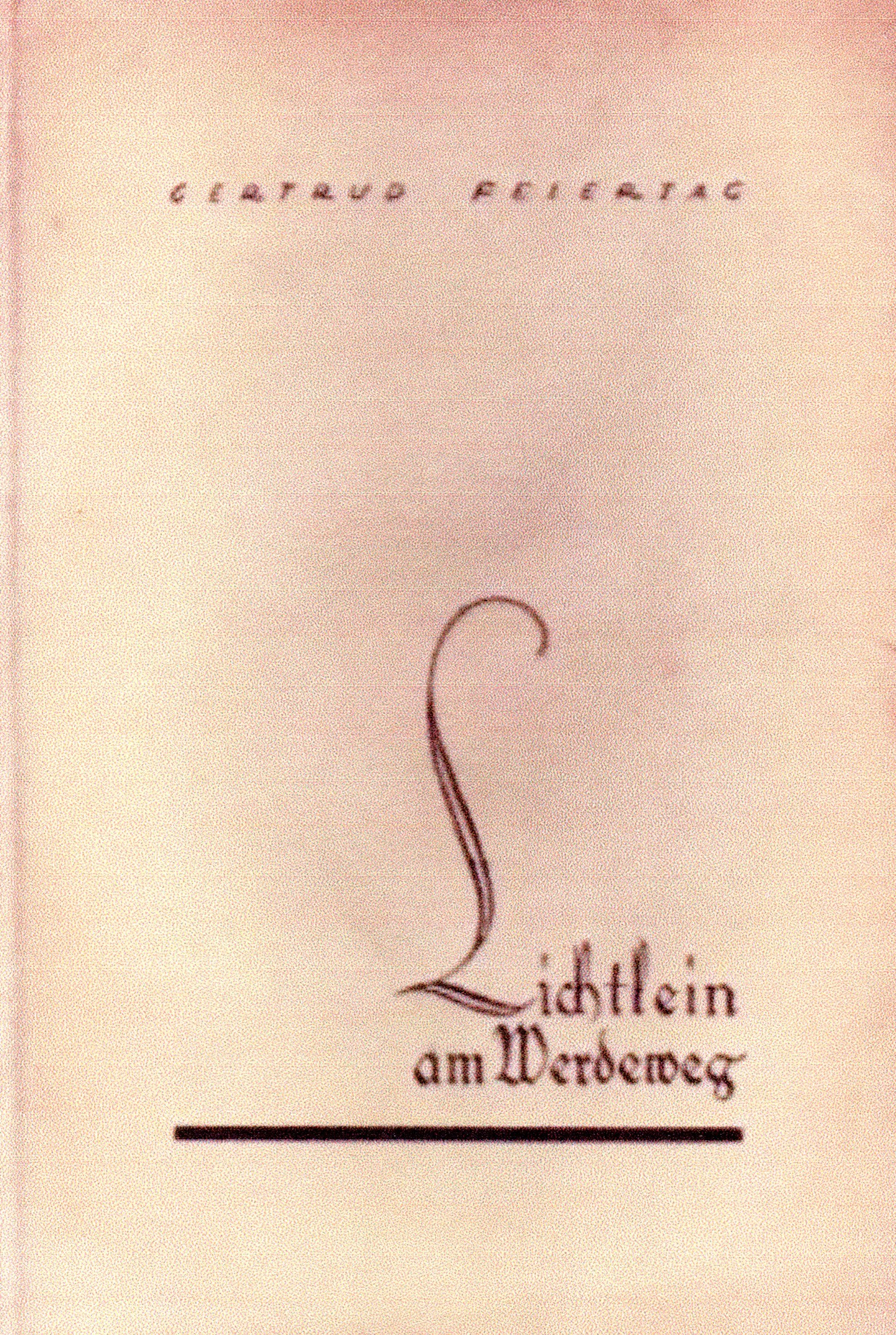
Publikation von Gertrud Feiertag; archiviert im Ida-Seele-Archiv

## Leben
Gertrud Feiertag war die Tochter des Kaufmanns Alex Feiertag und der Rosa Silber, sie wuchs zusammen mit ihren drei Geschwistern in einer gutsituierten, liberalen und assimilierten jüdischen Familie auf. Sie besuchte in Berlin von 1897 bis 1906 die Luisen-Schule. Nach dem frühen Tod der Mutter führte sie ab 1907 den Familienhaushalt und übernahm Büroarbeiten für ihren Vater. Im Oktober 1911 trat sie in das renommierte Berliner Pestalozzi-Fröbel-Haus ein, wo sie eine Kindergärtnerinnen- sowie Jugendleiterinnenausbildung absolvierte. Im Sommer 1913 war sie als Helferin und im darauf folgenden Sommer des Jahres 1914 als zweite Leiterin im Kinder-Erholungsheim U.O.B.B. Zion-Loge XV. No. 360 Hannover auf Norderney tätig. Während des Ersten Weltkrieges lebte Gertrud Feiertag in Berlin, da der Heimbetrieb in Norderney eingestellt wurde. 1919 übernahm Gertrud Feiertag die Leitung des Kindererholungsheims auf Norderney, dem 1921 eine Abteilung für schulentlassene Mädchen zur Ausbildung in Kinderpflege und Hauswirtschaft angegliedert wurde. 1929 absolvierte sie, zusätzlich zu ihrer Arbeit in Norderney, den Studienkurs für Berufstätige (Vollstudium II) an der Deutschen Akademie für soziale und pädagogische Frauenarbeit in Berlin-Schöneberg. Bereits zuvor hatte Gertrud Feiertag in den Wintermonaten der Jahre 1924/25, 1925/26 und 1926/27 Kurse an dieser Ausbildungsstätte besucht.

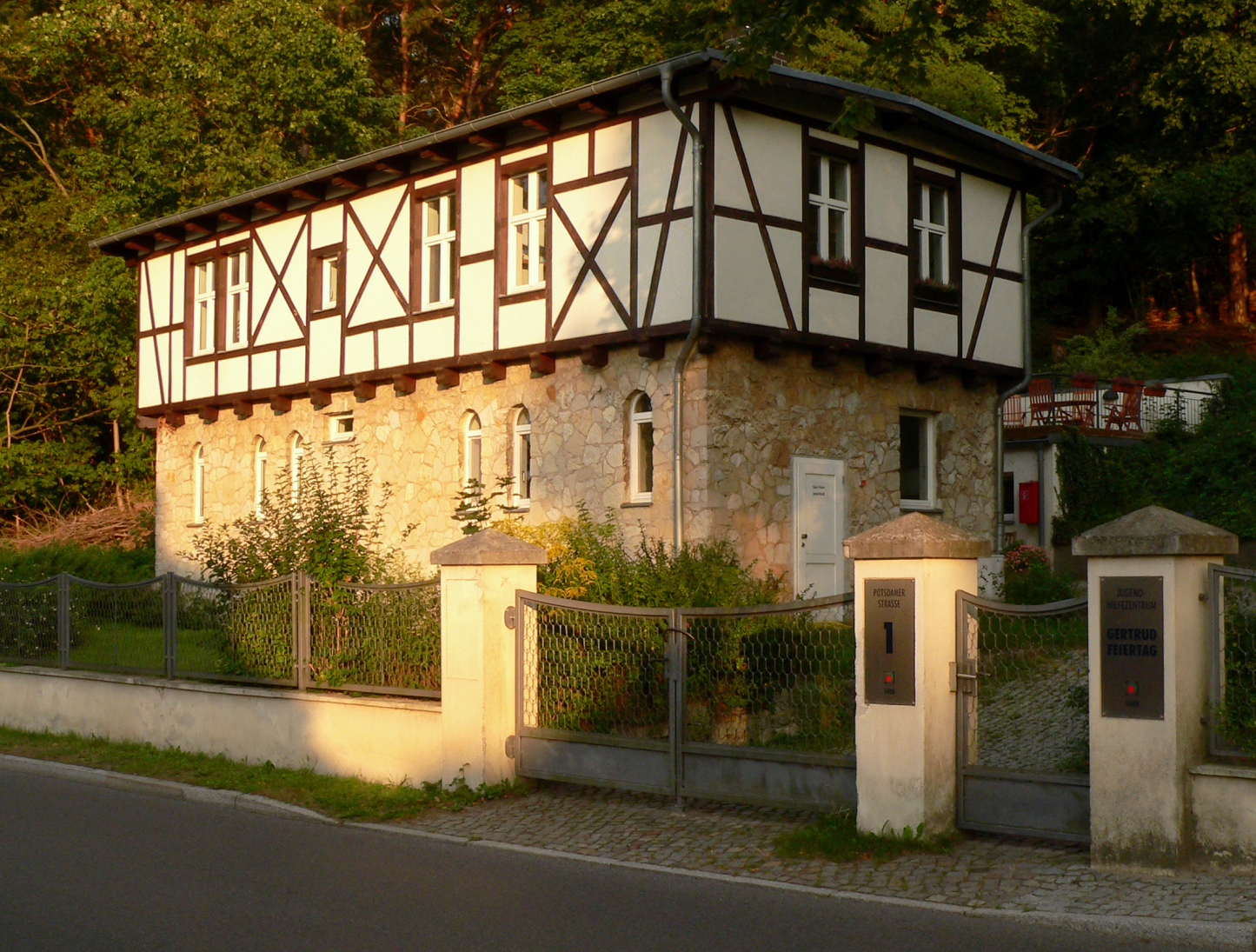
Eingang zum Jugendhilfezentrum Gertrud Feiertag in Caputh, früher Jüdisches Landschulheim Caputh

Mit finanzieller Unterstützung ihres Bruders und durch eine kleine Erbschaft ihres Vaters kaufte sie in Caputh eine Fachwerk-Villa in der Potsdamer Straße 18, umgeben von einem großen Grundstück mit altem Baumbestand. Dort eröffnete die Pädagogin offiziell am 1. Mai 1931 ihr Kinder-Landheim zur Erziehung, Pflege und Erholung u. a. im Einvernehmen mit der Zentralwohlfahrtsstelle der Juden in Deutschland, das sie nach den Prinzipien der Reformpädagogik leitete. Schulischer Leiter war von 1932 bis 1936 Fridolin Friedmann und ab 1937 bis zur Schließung Ernst Ising. Das Landerziehungsheim nahm neben jüdischen Kindern auch Mädchen und Jungen verschiedener Weltanschauung und sozialer Herkunft auf, vor allem Kinder mit Verhaltensauffälligkeiten oder Kinder, die aufgrund ihrer Gesundheit keine langen Schulwege auf sich nehmen konnten. Angegliedert war außerdem eine vierklassige Grundschule, die u. a. mit Montessori-Material arbeitete. Finanziert wurde das Landerziehungsheim aus den monatlichen Schulgeldbeiträgen, Pflegegeldern und durch jüdische Wohlfahrtsorganisationen; staatliche oder kommunale Gelder erhielt es nicht. In der Presse wurde immer wieder positiv von der Einrichtung berichtet, die bewusst von einer jüdischen Haltung getragen wurde:
„Im Mittelpunkt der Erziehungs- und Unterrichtsarbeit steht die E r z i e h u n g zum J ü d i s c h e n, das alle Fächer zu durchsetzen vermag. Naturgemäß wird besondere Aufmerksamkeit den eigentlich jüdischen Gegenständen gewidmet: der jüdischen Geschichte, die in Verbindung mit der allgemeinen Weltgeschichte gelehrt wird, dem Hebräischen, dem vier Wochenstunden gewidmet sind, der Palästinakunde, die in Verbindung mit allgemeiner Geographie steht, und der jüdischen Gegenwartskunde, der besonders der regelmäßige Oneg Schabbat gewidmet ist. Die allgemeinen Fächer enthalten als Fremdsprachen Englisch und Französisch“.
Großer Wert wurde auf die schöngeistige Bildung gelegt: Zeichnen, Basteln, Gedichte deklamieren, Aufführungen von Musik- und Theaterstücken (in englischer und französischer Sprache) sowie Sport und viele Naturerfahrungen in und um Caputh. Eine ehemalige Schülerin erinnerte sich:
„Und dann das Interesse an der Kultur, die Musik! Den 'Freischütz' haben wir aufgeführt und den 'David Copperfield'. Unser Musiklehrer hat uns die 'Kleine Nachtmusik' von Mozart vorgespielt, und wenn ich heute im Theater 'Wie es euch gefällt' sehe, dann sehe ich Rosalind und Orlando im Wald von Caputh, denn dort habe ich als kleines Mädchen Gertrud Feiertag zugehört, wie sie Shakespeare vorgelesen hat“.
Nach der Machtergreifung der Nationalsozialisten 1933 legte das Landerziehungsheim verstärkten Wert auf die Vermittlung und Gestaltung jüdischer Feste und Feiertage, um die Kinder in ihrer jüdischen Identität zu stärken. „Mit der zunehmenden Ausgrenzung jüdischer Schüler aus den öffentlichen Schulen ab April 1933“ stieg die Anzahl der im Caputher Landerziehungsheim aufgenommenen Kinder und zusätzliche, nahegelegene Häuser bereits emigrierter jüdischer Besitzer mussten angemietet werden, u. a. das Haus Albert Einsteins. Das anfangs überkonfessionell ausgerichtete Heim musste sich 1936 in Jüdisches Landschulheim Caputh umbenennen. Beim Pogrom vom 9. auf den 10. November 1938 überfielen und plünderten Menschen aus Caputh, darunter Lehrer der Volksschule, das Landschulheim. Die Heimbewohner und Heimbewohnerinnen wurden aufgefordert, sofort die Villa zu verlassen. Dem stellte sich Gertrud Feiertag mutig entgegen, erstattete Anzeige und verlangte mehr Zeit und Gelegenheit, da man sich um die erschrockenen und kranken Kinder besonders kümmern müsste.
Nach der Plünderung und teilweisen Zerstörung des Landerziehungsheimes arbeitete Gertrud Feiertag in Berlin. Dort unterstützte sie jüdische Hilfsorganisationen und sorgte sich vor allem um die Verschickung elternloser jüdischer Kinder ins rettende Ausland. In diesem Zusammenhang begleitete sie persönlich Kindertransporte nach England. Dabei hätte sich für sie durchaus eine günstige Gelegenheit ergeben, nicht mehr nach Deutschland zurückzukehren. Aber Gertrud Feiertag lehnte eine Flucht ab, da sie sich zutiefst ihrer humanitären Aufgabe verpflichtet fühlte. Selbst Albert Einstein konnte sie schon in vorhergehenden Jahren nicht von einer Emigration überzeugen.
Gertrud Feiertag wurde am 17. Mai 1943 mit dem 38. Osttransport des Reichssicherheitshauptamtes von der Droysenstraße 7 in Berlin-Charlottenburg nach Auschwitz deportiert.  Ihre offizielle Wohnadresse befand sich in Zehlendorf, Am Fuchspass 36. Gertrud Feiertag wurde am Jom Kippur 1943 in Auschwitz vergast, ihr Tod wurde nicht registriert; im Gedenkbuch des Bundesarchivs in Koblenz ist daher notiert „1943 in Auschwitz verschollen“.

„Eine ehemalige Schülerin aus Caputh, Tamar Berger, ist ihr sowohl im April 1943 im Sammellager in der Oranienburger Straße sowie im Spätsommer dieses Jahres in Auschwitz nochmals begegnet. Sie hat IRMGARD KLÖNNE, Paderborn, in einem Interview darüber berichtet. Damals erfuhr sie, dass sich unter denen, die für die Gaskammer bestimmt waren, GERTRUD FEIERTAG befand: »Ich bin unter Lebensgefahr noch gegangen, sie zu sehen. Hab ihr natürlich nicht erzählt, was ihr bevorsteht. Nette Leute haben es ihr irgendwie erzählt, aber sie hat mich gefragt: ,Was stimmt?' Hab ich gesagt: ,Ich war nicht dort, ich kann's dir leider nicht sagen. Du gehörst in ein Spital, denn du scheinst auf dem Weg zu sein, Flecktyphus zu bekommen‹. Das hat sie beruhigt, da sie nun wußte, warum sie sich so schlecht fühlte, so kraftlos. Sie war schon halb bewußtlos. Ich hab für sie getan, was ich konnte.« […] GERTRUD FEIERTAG, 1890 in Berlin geboren, starb vermutlich im Alter von 53 Jahren kurz nach dieser Begegnung. Ihr genaues Todesdatum ist unbekannt: im ,Gedenkbuch' des Bundesarchivs Koblenz von 1986 heißt es lediglich: »1943 in Auschwitz verschollen.« »Aber«, um noch ein letztes Mal Sophie Friedländer zu zitieren, »Gertrud Feiertags Caputh hat bis heute weitergelebt.«“

Heute befindet sich in der ehemaligen Erziehungs- und Bildungseinrichtung in Caputh das Jugendhilfezentrum „Gertrud Feiertag“, am Eingang erinnert ein Stolperstein und eine Tafel an das Lebenswerk der Pädagogin.

## Ehrungen und Erinnerung

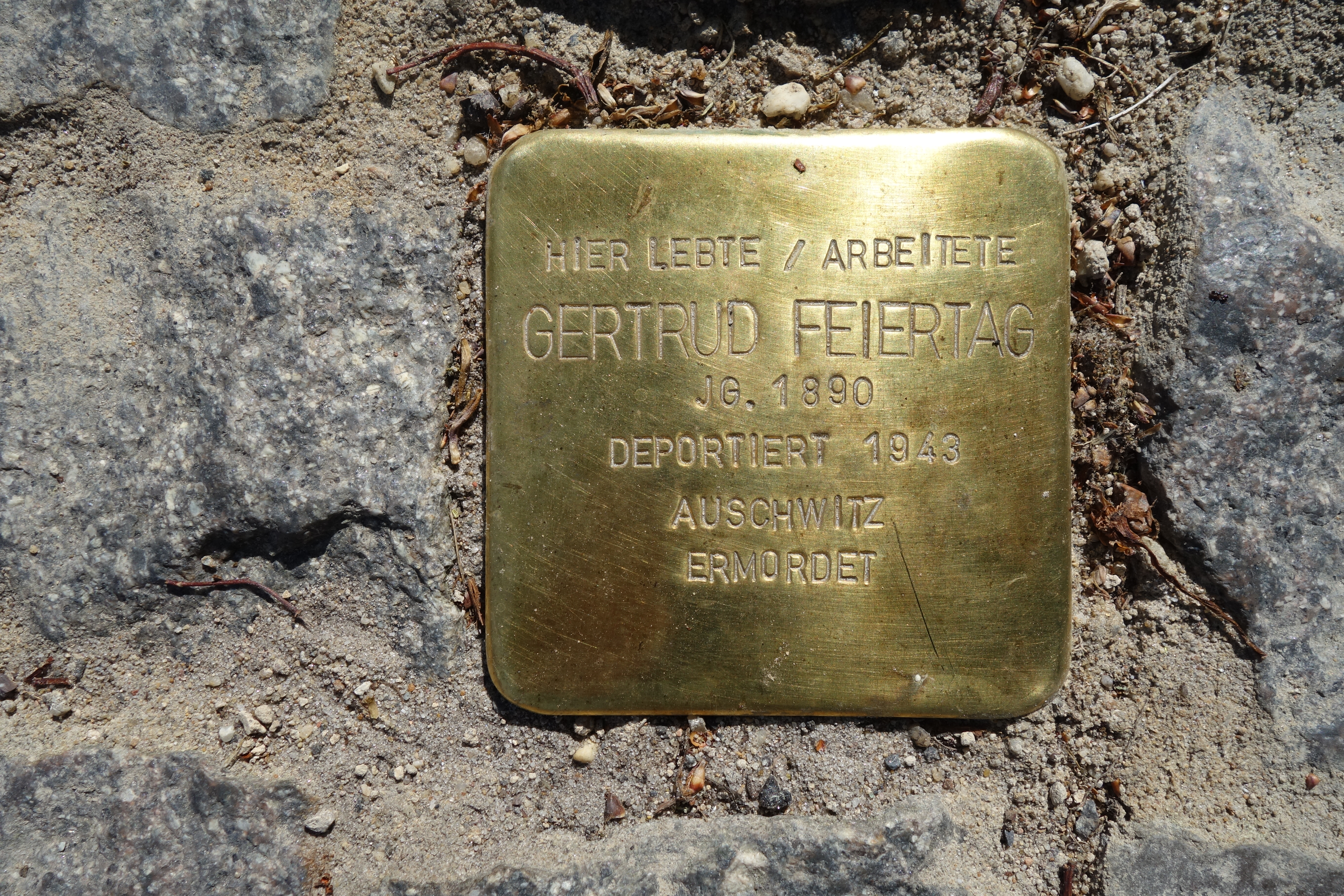
Stolperstein in Caputh

- An eine besondere Ehrung aus dem Jahr 1970 erinnert Sophie Friedländer: „Das Geschenk eines Segelbootes an einen Kibbuz in Israel, gestiftet von ehemaligen Caputhern aus aller Welt zu dem Geburtstag, der ihr 80. gewesen wäre, soll unsere Dankbarkeit für die Seele von Caputh erhalten.“[18]
- Heute ist im ehemaligen Jüdischen Kinder- und Landschulheim ein Kinderheim untergebracht, das 1986 nach Anne Frank benannt wurde. Im November 2008 erfolgte in Gedenken des 70. Jahrestages der Pogrome von 1938 eine Umbenennung der sozialen Einrichtung in Jugendhilfezentrum Gertrud Feiertag.[19]
- In Caputh und Potsdam wurden Straßen nach Gertrud Feiertag benannt.
- 2009 wurde in der Potsdamer Straße in Caputh, am Eingang zum Jugendhilfezentrum, ein Stolperstein zur Erinnerung an die Gertrud Feiertag eingelassen.[20] Dieser wurde am 17. Mai 2023 aktualisiert, da dort fälschlich 1942 als Deportationsjahr angegeben war.
- Seit dem 26. März 2013 erinnert eine Tafel des Projektes „FrauenOrte im Land Brandenburg“ auf dem Gelände des Caputher Jugendhilfezentrums an Gertrud Feiertag.[21]FrauenOrte-Tafel für Gertrud Feiertag in Caputh

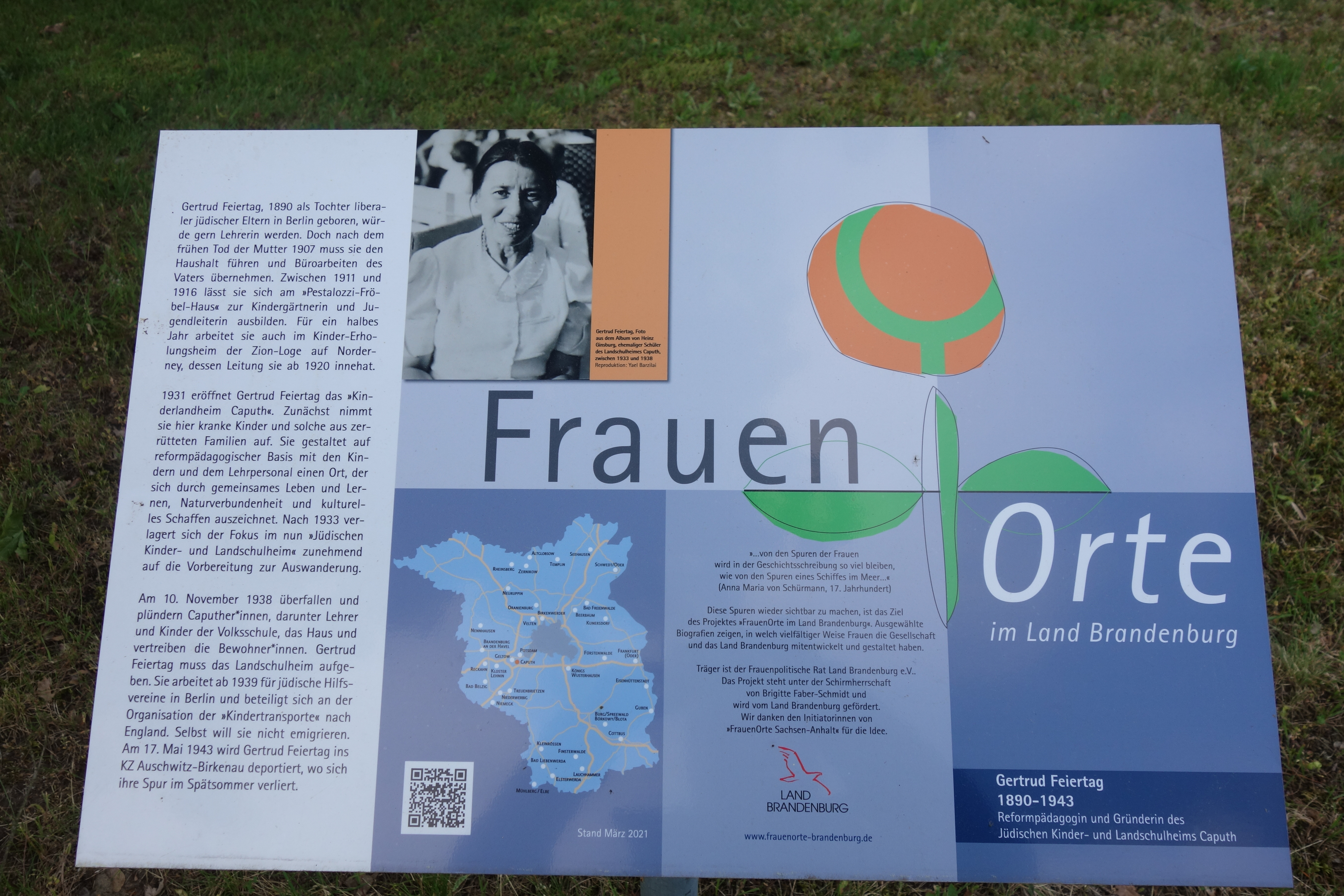
FrauenOrte-Tafel für Gertrud Feiertag in Caputh

- 2018 wurde in Potsdam eine von Schülern des Humboldt-Gymnasiums unter dem Titel „Erinnern an das Erinnern“ gestaltete Ausstellung über das Landschulheim Caputh erarbeitet. Darin wurde auch die Biografie von Gertrud Feiertag präsentiert.[22]
- Zu ihrem 131. Geburtstag am 4. Juli 2021 fand eine Feierstunde im Schloss Caputh statt, an der der israelische Botschafter in Deutschland Jeremy Issacharoff und Feiertags Großneffe Yoram Dror aus Israel teilnahmen.[23] Im Rahmen der Feierstunde wurde Gertrud Feiertag posthum die Ehrenbürgerschaft der Gemeinde Schwielowsee verliehen.[24]
- Zum 1. Februar 2023 wurde das vom Koordinationsbüro für Chancengleichheit der Universität Potsdam verliehene Brückenstipendium in „Gertrud-Feiertag-Stipendium“ umbenannt; es richtet sich an junge Wissenschaftlerinnen in der Abschlussphase ihres Studiums, ihrer Promotion oder Habilitation.[25]

## Werke
- Lichtlein am Werdeweg, Bethel [1930]